# 屋根裏
屋根裏（やねうら、英: atticまたはgarret）とは、屋根の裏側（下側）に当たる部分の空間のこと。小屋裏（こやうら）とも言う。
平屋建てで天井が造られている建築物の場合は、屋根と天井の間の空間が屋根裏である。
人が部屋として使う屋根裏のことを屋根裏部屋という。
- 屋根裏の例
- 屋根裏の一例
- 寝室として使われている屋根裏の例（アイスランド）
- 大きな館の屋根裏を見学者のために活用している例（オランダ、リンブルフ州、Kasteel Hoensbroekの屋根裏）

## 建築技術
小屋組の技術
屋根裏にある程度の大きさの空間を確保するためには、勾配屋根を支えるための小屋組の部材が邪魔にならないよう工夫しなければならない。
- マンサード屋根・ギャンブレル屋根

二段階の勾配を持つ屋根。意図的に屋根の中腹を外側に膨らませたような形となっているため、屋根裏に高さを、建物の中心からはずれた位置でも（かなり壁寄りの位置でも）、確保できる。
- トラスの設計

小屋組の部材が邪魔になりにくいクイーンポストトラスやマンサードトラスなどは屋根裏に空間を確保するのに適している。
換気・断熱

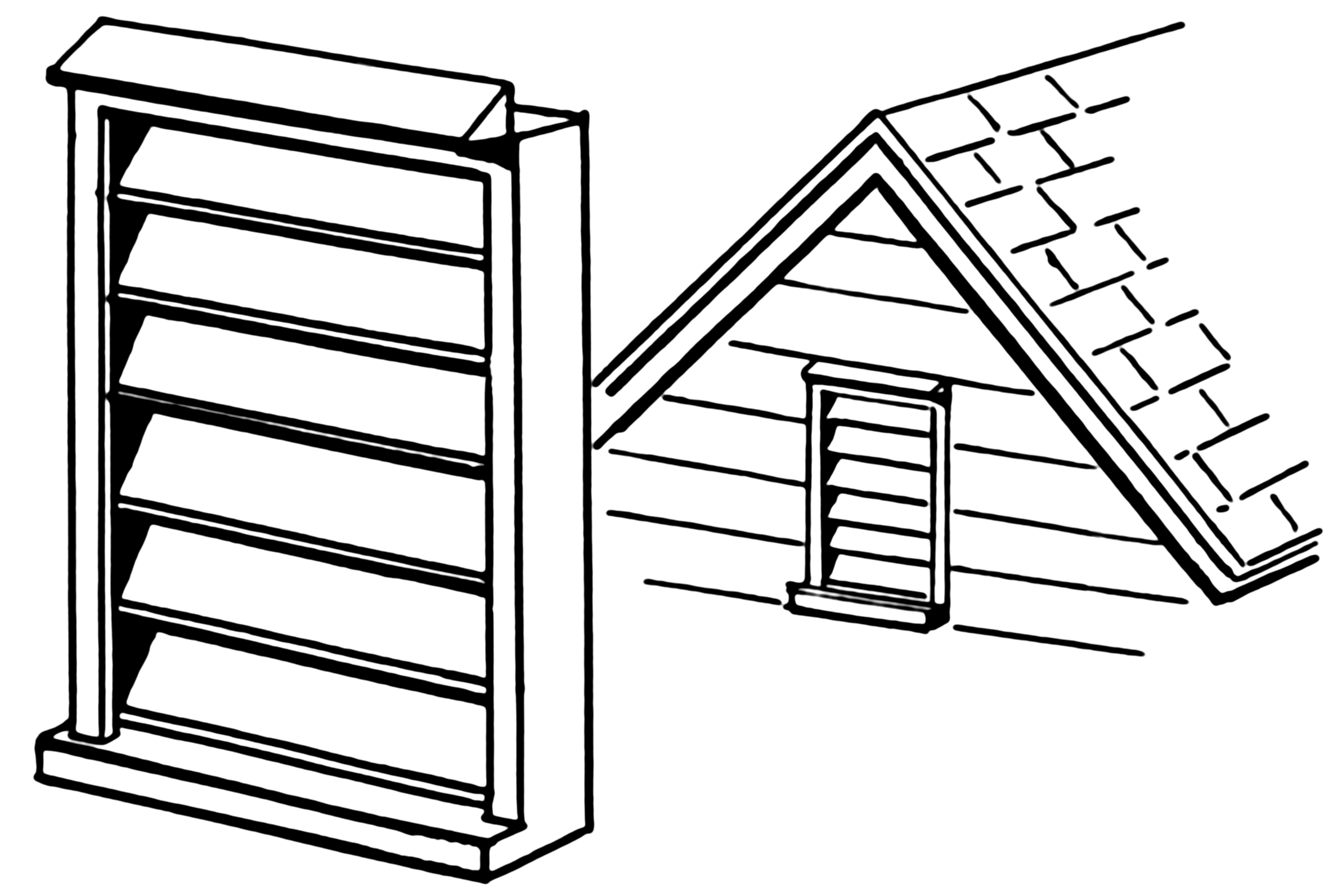
屋根裏の換気のために壁面に設置されるルーバーの例

また、空間の確保だけでなく、換気・断熱なども考慮・配慮しなければならない。屋根裏の換気をするか、しないかは設計上は選択可能ではある。だが、これらに特に配慮しなければ屋根裏は50℃をゆうに超える高温となり収納物に傷みを生じることもあり、部屋として用いるなら居室と同等の配慮が必要となる。それでも構造的にやはり階下の本来の居室に比べ居住性面では不利で、屋根裏部屋は家賃が安い低所得者向け、あるいは家内で冷遇される者に割り当てられる場合が多かった。 

## 日本
日本では江戸時代後期に養蚕がさかんになり、養蚕農家では（茅葺屋根などの）屋根裏を養蚕のための空間にした。養蚕に適した温度は27-30℃であり、天井をすのこ状などにし下に囲炉裏を配置しその暖気が屋根裏に届くようにして、気温の下がる冬季でも養蚕に適した温度を保つことができた。養蚕農家では、屋根裏を養蚕専用の空間にする場合も養蚕・住 兼用の空間にする場合もあった。
- 合掌造りの屋根裏（富山県南砺市（旧平村） 越中五箇山 相倉合掌集落。3階屋根裏の構造）
- 合掌造りの4階構造の3階部分（白川郷の合掌造り民家のひとつ長瀬家。もと養蚕に使っていた3階を民具の展示室として公開している。4階は非公開。）

日本ではかつてたいていは薄暗い空間であったが、近代建築などでは欧米風に造り、窓から光を取り入れて書斎や子供部屋として使用されることもある。なお活用できないか、していない屋根裏にも、点検口を設けて最低限の出入りが可能なようにする必要があり、日本では点検口は戸建て住宅の場合押入れの天井隅に置かれることが多い。アパートやマンションなどの集合住宅の場合、陸屋根が多いが、片流れ屋根で 屋根裏の空間がそれなりにある場合もあり、しばしば最上階の部屋のユニットバスなどの天井に屋根裏の点検口が配置されている。

## 生物
開放されていない屋根裏は、人家周辺に生息する動物にとっては、樹洞のようなものであり、彼らの生活の場となる例がある。ネズミが屋根裏を走る音はよく聞かれる（ハツカネズミかクマネズミ）。アライグマが巣くう例もある。彼らの糞尿が被害をもたらす場合もある。

## 文学と屋根裏

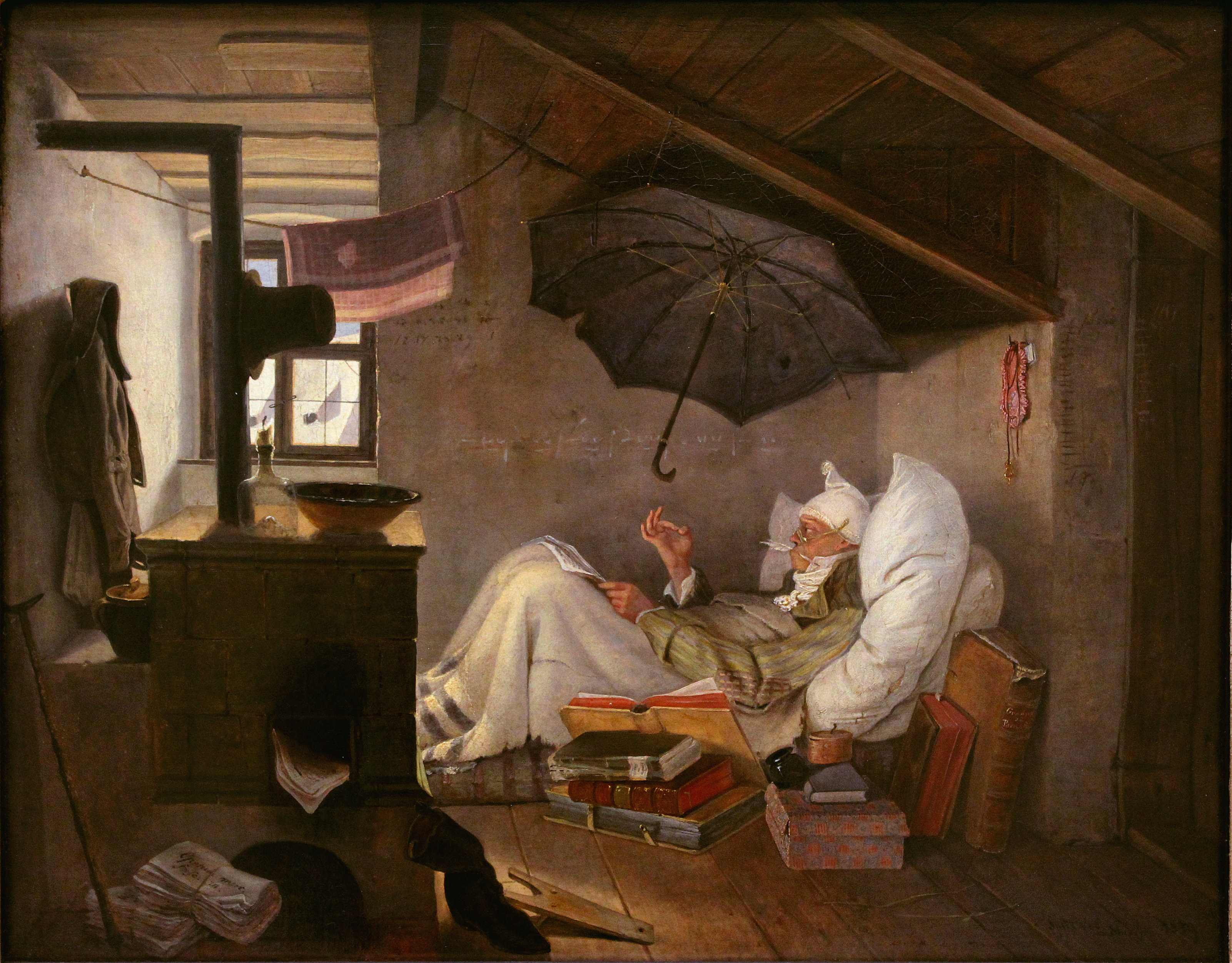
屋根裏部屋の例（絵画『貧しい詩人』）

児童文学などにおいて物語のモチーフとしてしばしば登場する。例えば「小公女」の主人公セーラに与えられたのは屋根裏部屋となっているが、これは彼女の惨めな境遇を表現する重要な装置として使われている。